# Wilhelm von Alemann
Wilhelm Andreas Freiherr von Alemann (* 18. Februar 1798 in Mediasch; † 28. Mai 1881 in Wien) war ein österreicher Feldzeugmeister der Kaiserlich-Königlichen Armee, der unter anderem zwischen 1850 und 1854 Kommandant der Theresianischen Militärakademie war.

## Leben
Wilhelm Andreas Freiherr von Alemann absolvierte die Theresianische Militärakademie und trat nach deren Abschluss 1817 in das Pionierkorps der Kaiserlich-Königlichen Armee ein. 1828 wurde er als Offizier in den Stab des Generalquartiermeisters im Präsidialbüro des Hofkriegsrates versetzt. 1844 erfolgte seine Ernennung zum Kommandanten des Infanterieregiment Nr. 59. Während des Ersten Italienischen Unabhängigkeitskrieges nach der Märzrevolution 1848 wurde er am 5. November 1848 zum Generalmajor befördert und am 23. März 1849 während der Schlacht bei Novara verwundet.
Nachdem von Alemann 1850 kurzzeitig Divisionskommandant im Königreich Ungarn war, wurde er am 22. Oktober 1850 zum Feldmarschallleutnant befördert und fungierte zwischen 1850 und 1854 als Kommandant der Theresianischen Militärakademie. 1854 wurde er Kommandant des Okkupationskorps im Fürstentum Walachei sowie Inhaber des Infanterieregiment No. 43, ehe er 1856 Kommandant des X. Korps wurde. Zugleich wurde er zum Geheimrat ernannt. Zuletzt bekleidete er zwischen 1859 und 1866 den Posten als Kommandant von Venedig und wurde während dieser Zeit am 22. November 1864 zum Feldzeugmeister befördert. Am 7. Oktober 1866 erfolgte seine Pensionierung.